# BMW Série 3 (E46)
La gamme BMW E46 est la quatrième génération des Série 3 du constructeur automobile BMW. La familiale routière a été présentée en mars 1998 en tant que successeure de la gamme E36.
La production des modèles E46 a eu lieu dans l'usine principale de Munich-Milbertshofen et dans les usines de Leipzig, Ratisbonne et Rosslyn (Afrique du Sud). Les autres fabricants étaient BMW Brilliance Automotive à Shenyang (Chine), Bavarian Auto Group dans la Ville du 6 Octobre (Égypte) et Avtotor à Kaliningrad (Russie).

## Historique du modèle

### Général
La quatrième génération de la BMW Série 3, la BMW E46, est apparue fin avril 1998. Comme d'habitude chez BMW, elle était initialement uniquement disponible en tant que berline, avec des moteurs essence six cylindres (M52TU) et quatre cylindres (M43TU) révisés et un nouveau moteur diesel quatre cylindres (M47). Avec le M47, BMW commercialise pour la première fois un moteur diesel à injection directe. L'équipement de sécurité de série dans tous les modèles comprenait le système anti-blocage des roues (ABS), l'antipatinage (ASC+T), la commande de freinage en virage, le répartiteur électronique de freinage et six coussins gonflables de sécurité (« airbags »). Un correcteur électronique de trajectoire du véhicule n'était initialement disponible en moyennant un supplément de 1 800 Deutsche Mark pour la 328i, plus tard en option pour tous les modèles, et enfin de série. À partir de 2001, une assistance au freinage d'urgence était également de série.

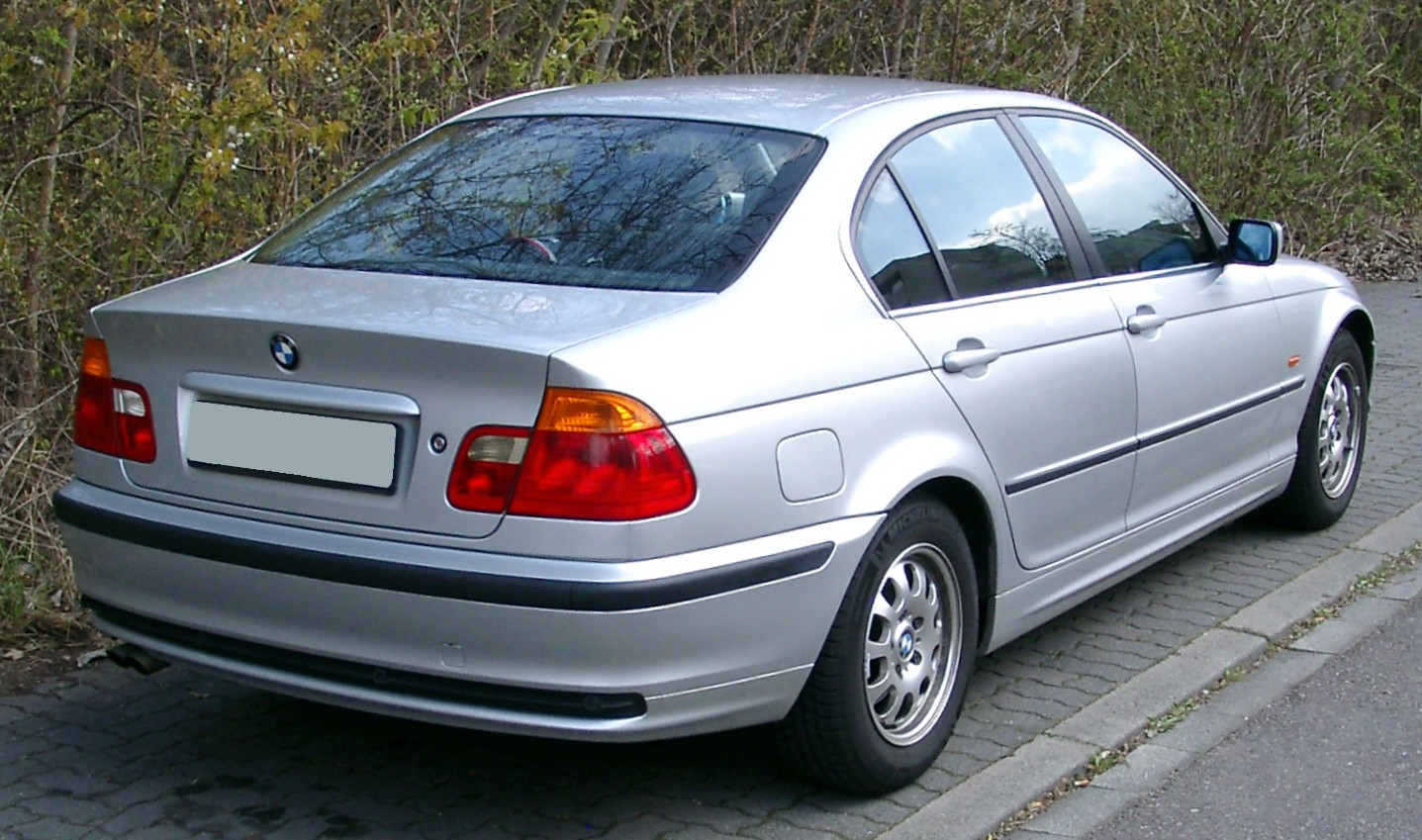
Vue arrière

De l'aluminium a été utilisé pour le châssis : 60 kg, ce qui correspond à une part de 20 %. L'acier à haute résistance des supports d'essieux avant et arrière a permis de réduire davantage le poids.
L’E46 était équipée de série d'une boîte de vitesses manuelle à 5 rapports dès son apparition. Ce n'est qu'à partir de l'année modèle 2003 que les modèles 320d, 330i et 325ti ont été livrés avec une transmission manuelle à 6 vitesses. Une boîte automatique à 4 vitesses était disponible en option pour les modèles à moteurs quatre cylindres et une Steptronic (automatique) à 5 vitesses était disponible pour les modèles à moteurs six cylindres. Pour les 325i/Ci/ti (berline/Touring/coupé/cabriolet/Compact) et 330i/Ci (berline/Touring/coupé/cabriolet), il y avait aussi en option une boîte de vitesses manuelle séquentielle avec le nom SMG, qui était une particularité provenant de BMW. La SMG est une transmission manuelle automatisée qui peut être changée manuellement à l'aide du levier sélecteur ou des palettes de changement de vitesse ainsi qu’automatiquement. Elle était livrée avec 5 vitesses jusqu'en 2002, puis avec 6 vitesses.
En avril 1999, le coupé a suivi, suivi peu après par le moteur diesel six cylindres M57, initialement uniquement disponible dans la berline et dans le break, traditionnellement connu sous le nom de Touring chez BMW, apparu en octobre 1999. Ce n'est qu'avec le "lifting" (mise à niveau du modèle) du coupé et du cabriolet en 2003 que ce moteur diesel a également été disponible pour ces modèles.
Le cabriolet a suivi en avril 2000. Le premier moteur M54 est apparu en juin 2000 dans la 330i, et à l'automne les autres moteurs six cylindres M52TU ont également été remplacés par des versions plus puissantes du M54. Avec les moteurs M54 sont venus les modèles à quatre roues motrices avec la désignation supplémentaire xi (modèles à moteurs essence) ou xd (modèles à moteurs diesel).
En juin 2001, la Compact a été lancée sur la base de la gamme E46. Pour la première fois, des moteurs avec le nouveau Valvetronic ont été utilisés, qui sont également apparus dans les autres variantes de l’E46 au début de la nouvelle année modèle quelques mois plus tard. Extérieurement, la Compact se distingue des autres modèles à l'arrière et à l'avant.
La BMW E46 était l'un des véhicules les plus vendus de son temps. Avec elle, les moteurs diesel modernes à injection directe ont également été introduits chez BMW, qui à l'époque établissait des normes en termes de performances et de raffinement. Par rapport à sa prédécesseure (E36), l’habitacle a été conçu pour être beaucoup plus stable, augmentant ainsi la sécurité en cas d'accident.

### Périodes de production
- Berline (E46/4) : d’avril 1998 à février 2005
- Coupé (E46/2) : d’avril 1999 à juin 2006
- Touring (E46/3) : d’octobre 1999 à juin 2005
- Cabriolet (E46/2C) : de mars 2000 à février 2007
- Compact (E46/5) : de juin 2001 à décembre 2004
- M3 coupé (E46/2S) : de juin 2000 à mai 2006
- M3 cabriolet (E46/2CS) : d’avril 2001 à juin 2006

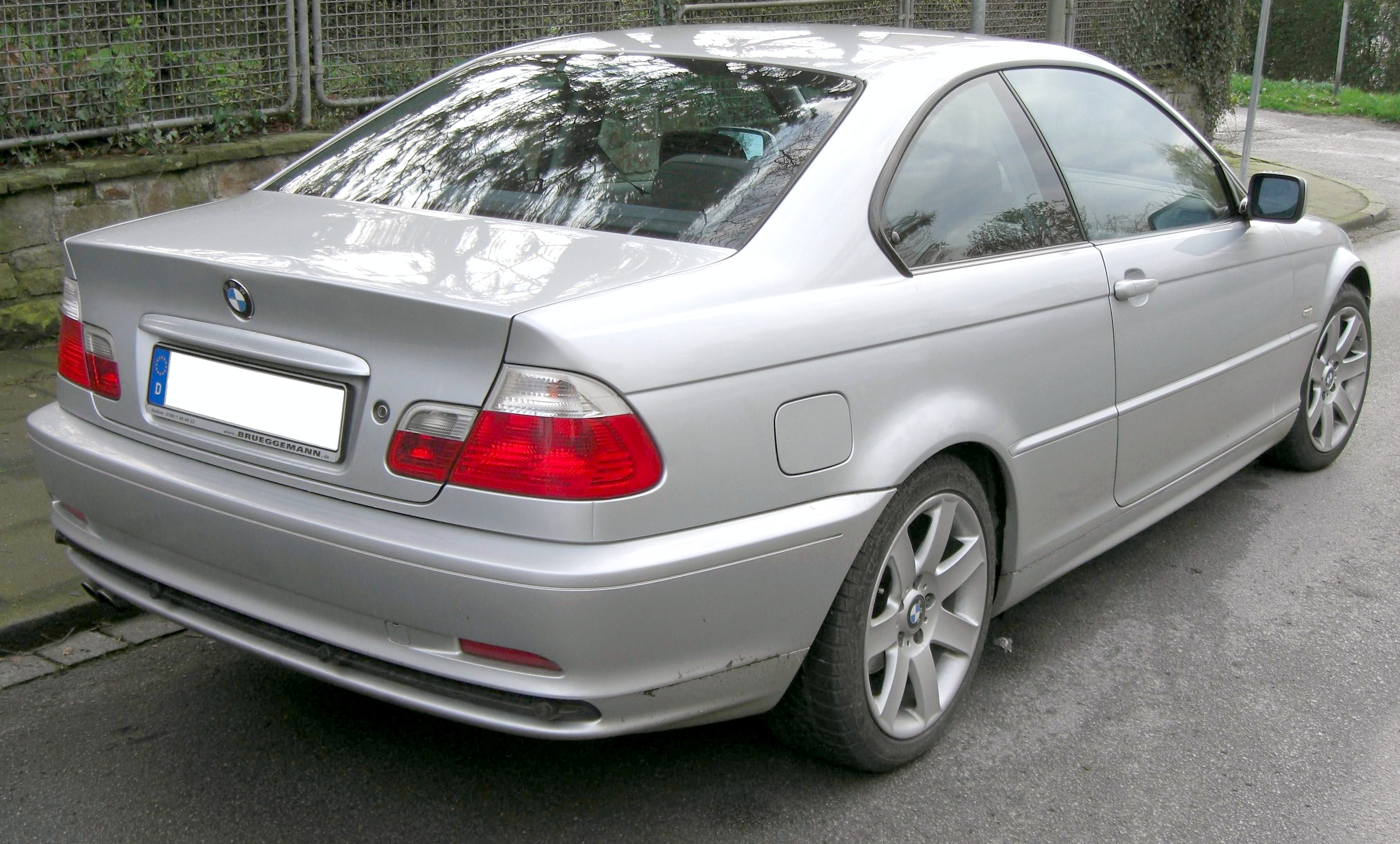
BMW Série 3 coupé (1999–2003)
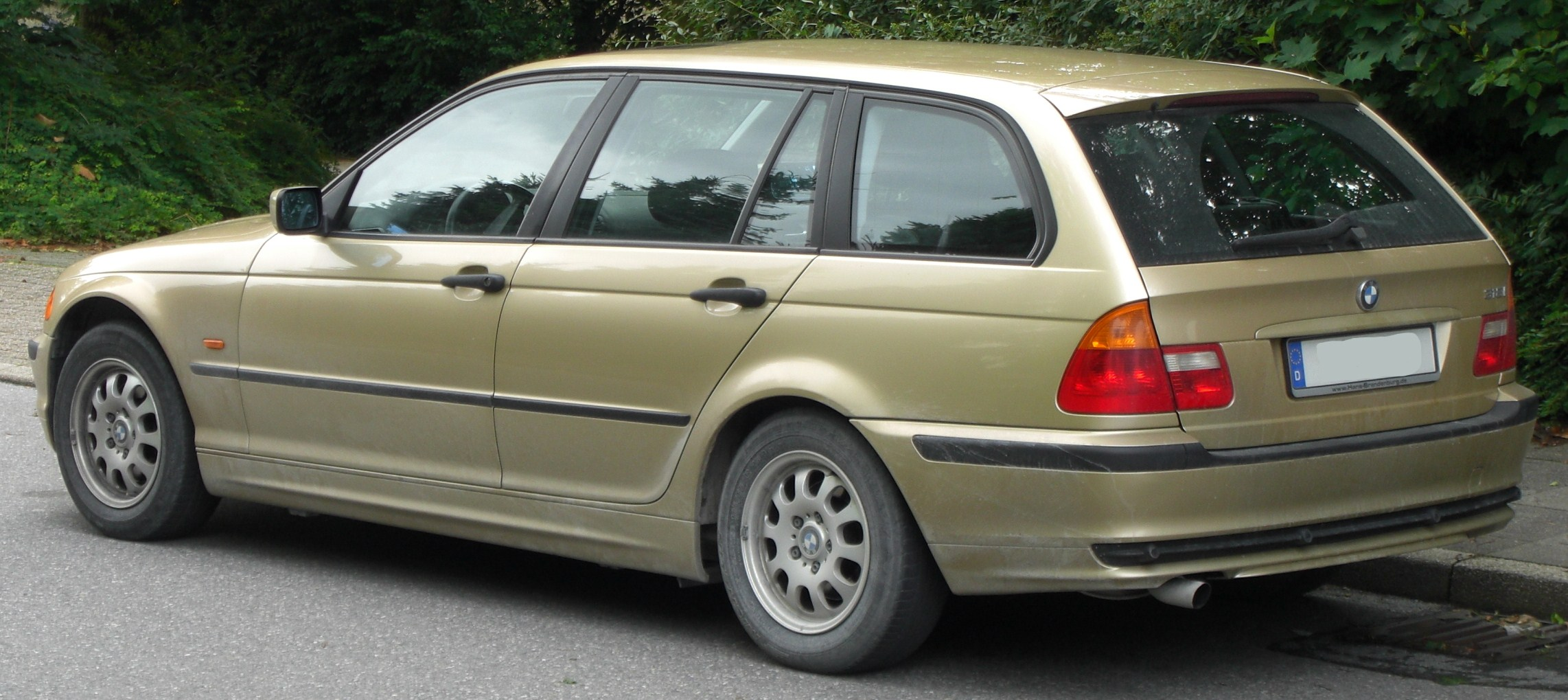
BMW Série 3 Touring (1999–2005)
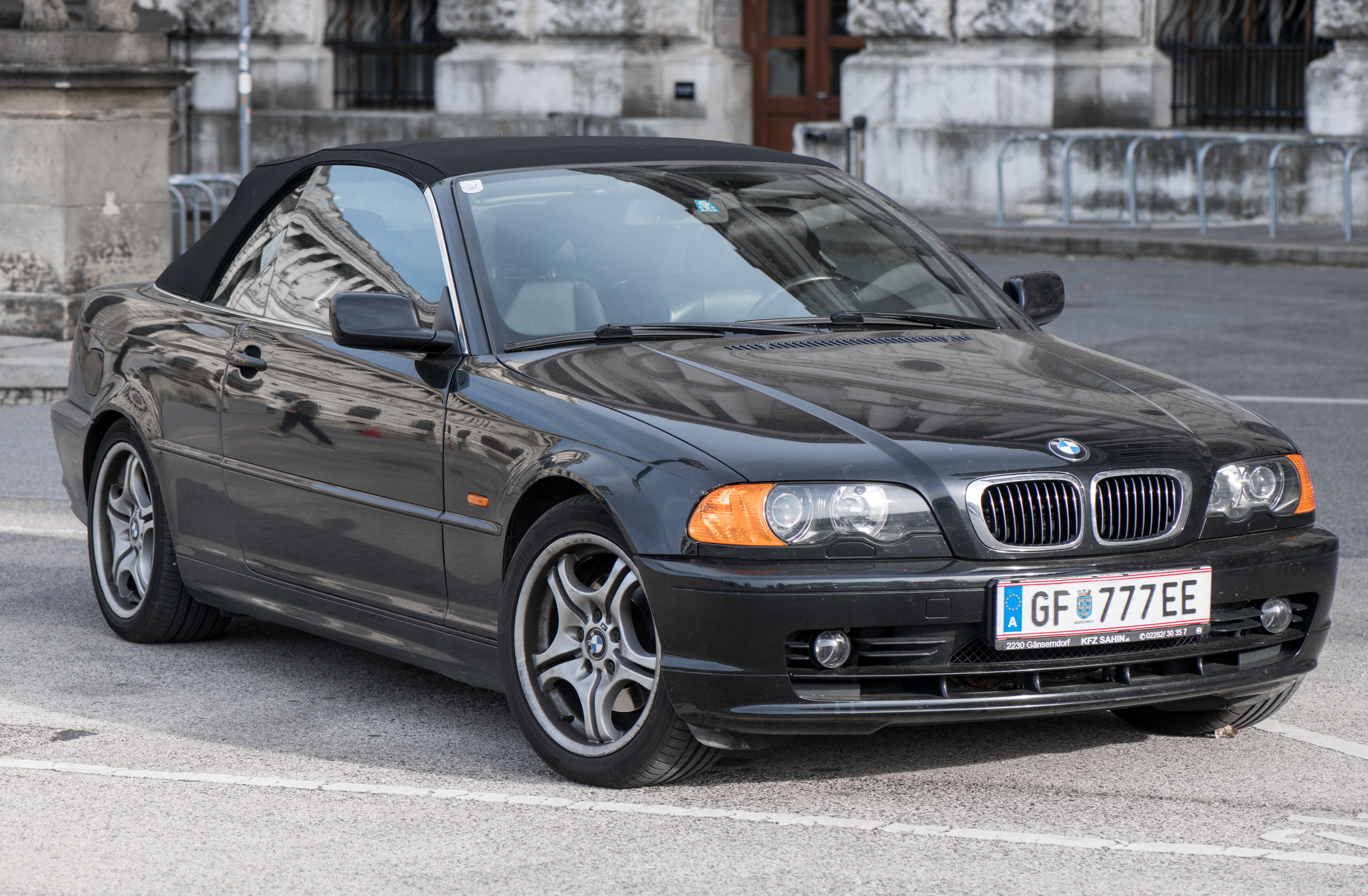
BMW Série 3 cabriolet (2000–2003)
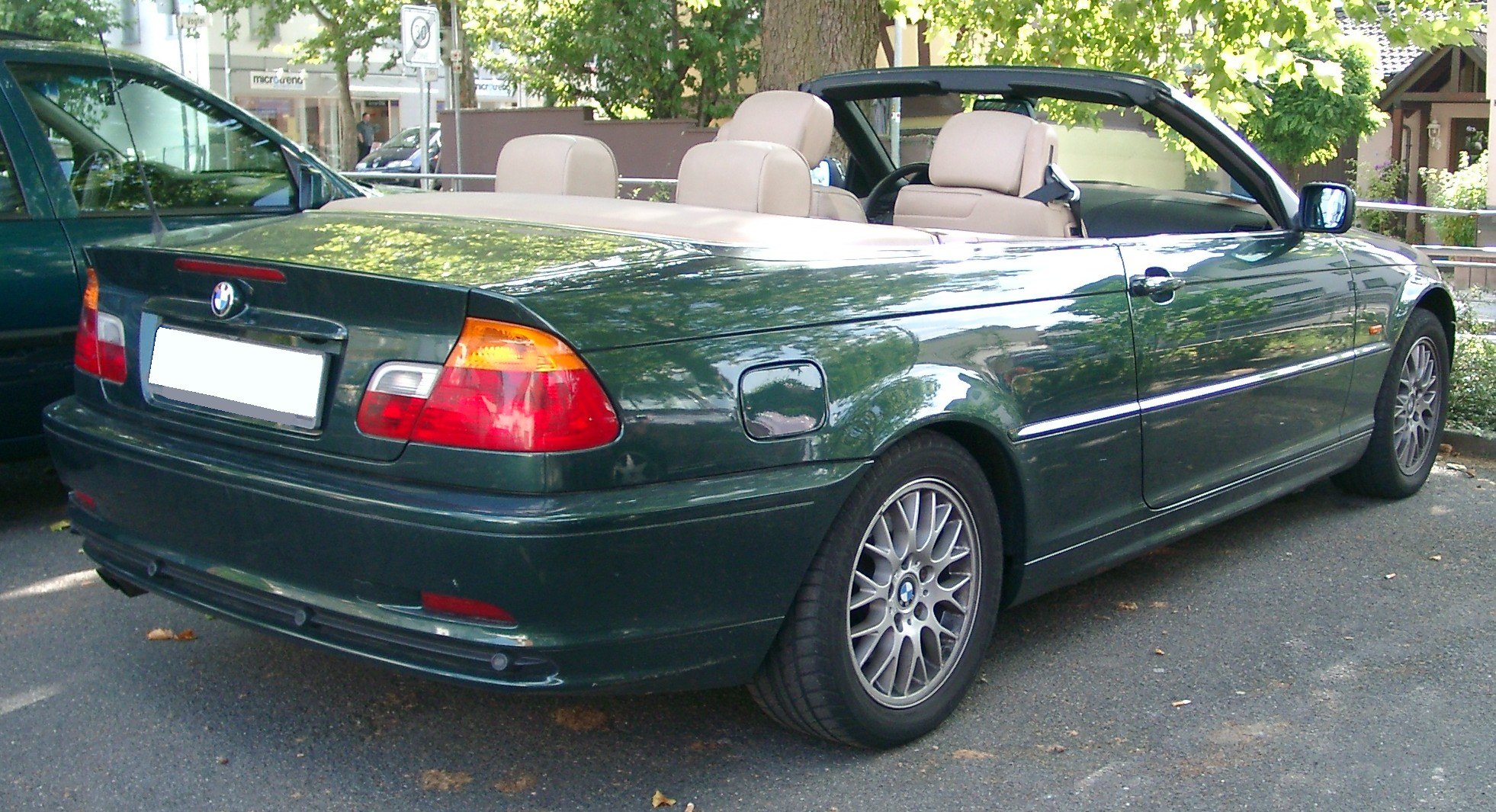
BMW Série 3 cabriolet (2000–2003)
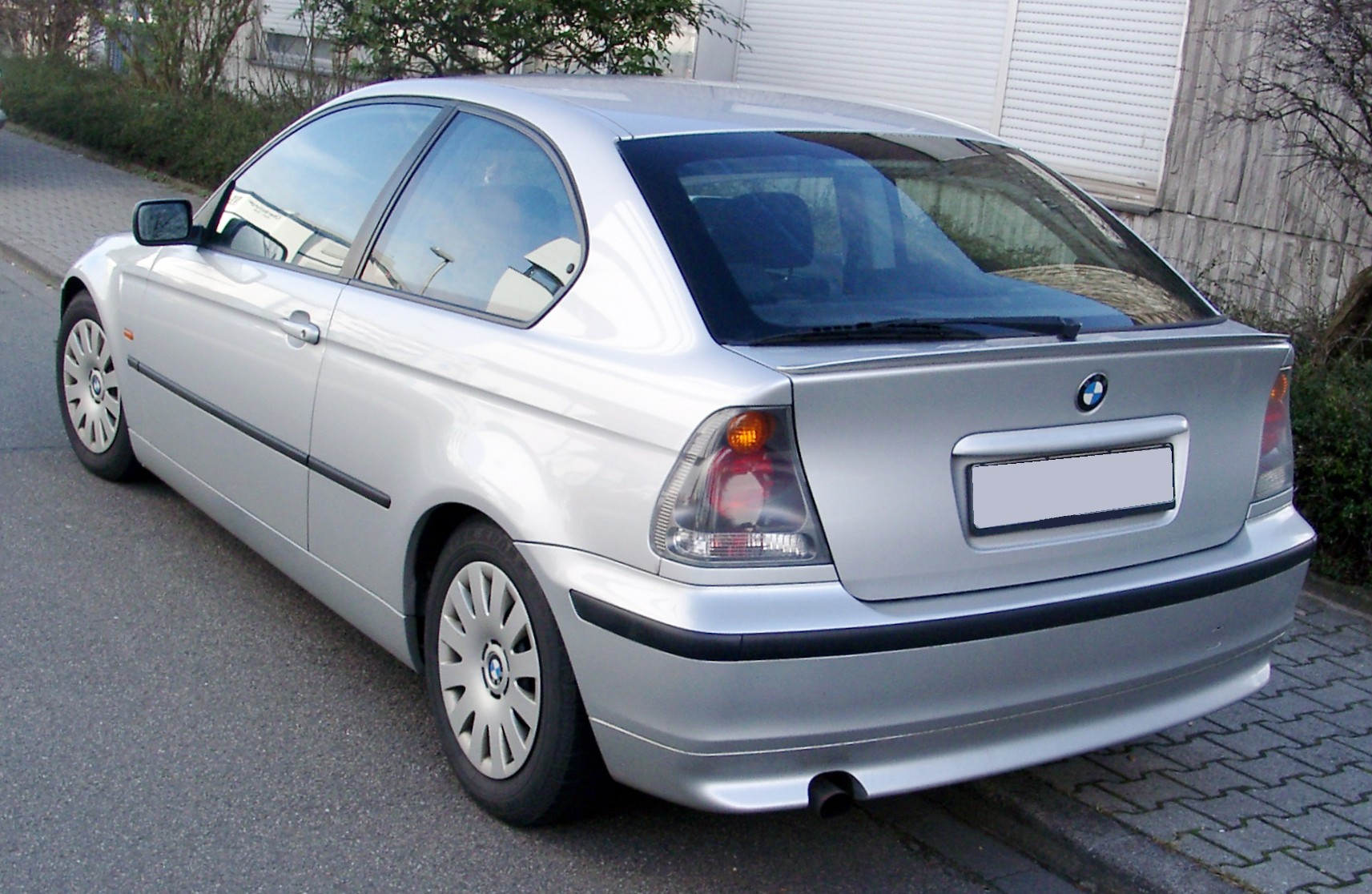
BMW Série 3 Compact (2001–2004)

### Lifting
En septembre 2001, la berline et le Touring ont fait l'objet d'un lifting, les rendant plus similaires à la Série 5 modifiée un an plus tôt, mais sans les anneaux de feux clignotant. Une nouvelle génération de moteurs quatre cylindres avec contrôle variable des soupapes Valvetronic est également apparue. La version reliftée est reconnaissable de l'extérieur, surtout par les feux avant et arrière de formes différentes et plus plats, les haricots BMW plus larges et plus anguleux, le bourrelet sur le capot qui remonte maintenant vers le montant A et les clignotants latéraux sur les ailes avant, dont les contours effilés ont été décalés depuis la ceinture de caisse jusqu'à la partie supérieure des ailes.
Une autre révision importante, qui n'est pas visible de l'extérieur à première vue, concernait la fixation de l'essieu arrière à la carrosserie. Des fissures s'y formaient souvent, notamment dès les premières années de production sur les véhicules équipés d'un moteur six cylindres, ce qui nécessitaient des réparations très complexes et coûteuses (démontage complet de la partie arrière et remplacement d'une grosse pièce de carrosserie). A titre préventif et comme alternative aux réparations complètes, même si la formation de fissures n'était pas très avancée, BMW proposa un temps un collage ciblé de la tôle à risque de fissuration avec une résine spéciale.
L’ESP (Electronic Stability Program) était de série sur tous les modèles à partir de septembre 2001.
En mars 2003, le coupé et le cabriolet sont révisés, mais ils se distinguent encore facilement de la berline. Il n'y a pas eu de lifting pour les modèles M3 et M3 CSL pendant toute la période de construction. Seuls les feux arrière ont été remplacés par des feux légèrement modifiés avec technologie LED.
Dans le cadre de la refonte de la Série 3, les variantes suivantes sont également passées à une boîte de vitesses manuelle à 6 rapports à partir de mars 2003, au lieu de la boîte de vitesses à 5 rapports précédente : 320d, 330d, 330i. Cela a affecté toutes les variantes de carrosserie, c'est-à-dire le coupé, le cabriolet, le Touring et la berline, ainsi que la 325ti Compact. La gradation des rapports et les performances de conduite sont restées les mêmes, puisque le 6e rapport est un rapport surmultiplié qui réduit le régime moteur, la consommation, l'usure et le bruit.
En 2004, les prix variaient de 21 500 euros pour une Série 3 Compact à 85 000 euros pour la M3 CSL.
La Compact a également bénéficié d'un rafraîchissement en mars 2003. Les feux arrière inhabituels en verre transparent ont été remplacés par des feux arrière entièrement rouges. De plus, il y avait des jupes latérales incurvées vers l'extérieur et un bourrelet supplémentaire sur le couvercle du coffre.
Cependant, la Compact de la gamme E46 n'a pas pu répéter le succès de sa prédécesseure et est devenue un flop. La production a cessé en décembre 2004 après un peu plus de trois ans de construction. BMW a ensuite appris de ses erreurs de positionnement sur le marché et a développé la BMW Série 1 en tant que sa successeure, une gamme indépendante qui est destinée à se défendre contre l'Audi A3 et la Volkswagen Golf dans la catégorie des voitures compacte.
En mars 2005, la successeure de la berline (E90) a été introduite. Le Touring (E91) a suivi en septembre 2005. Le coupé (E92) a été lancé en septembre 2006 et le cabriolet (E93) en mars 2007.

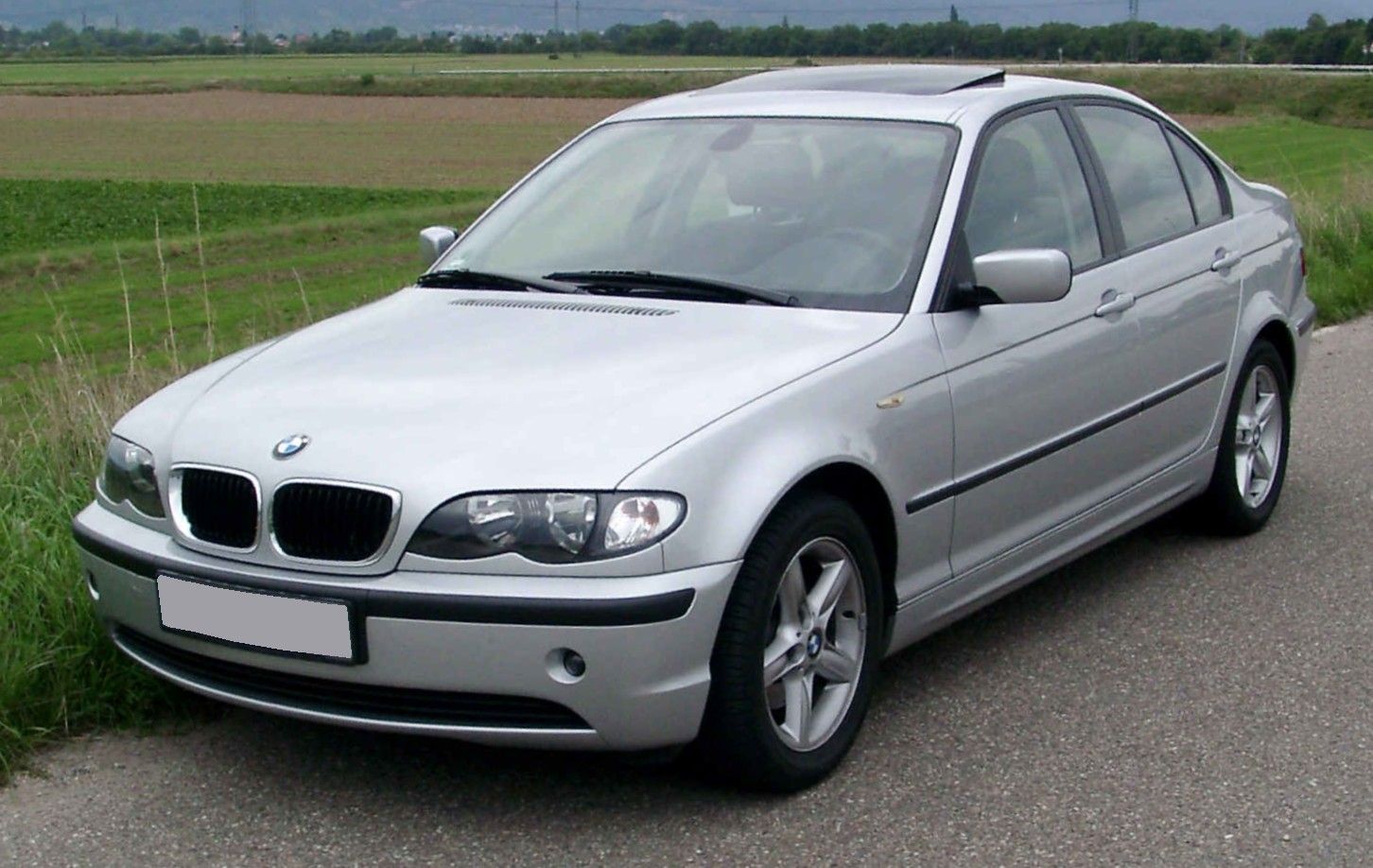
BMW Série 3 berline (2001–2005)
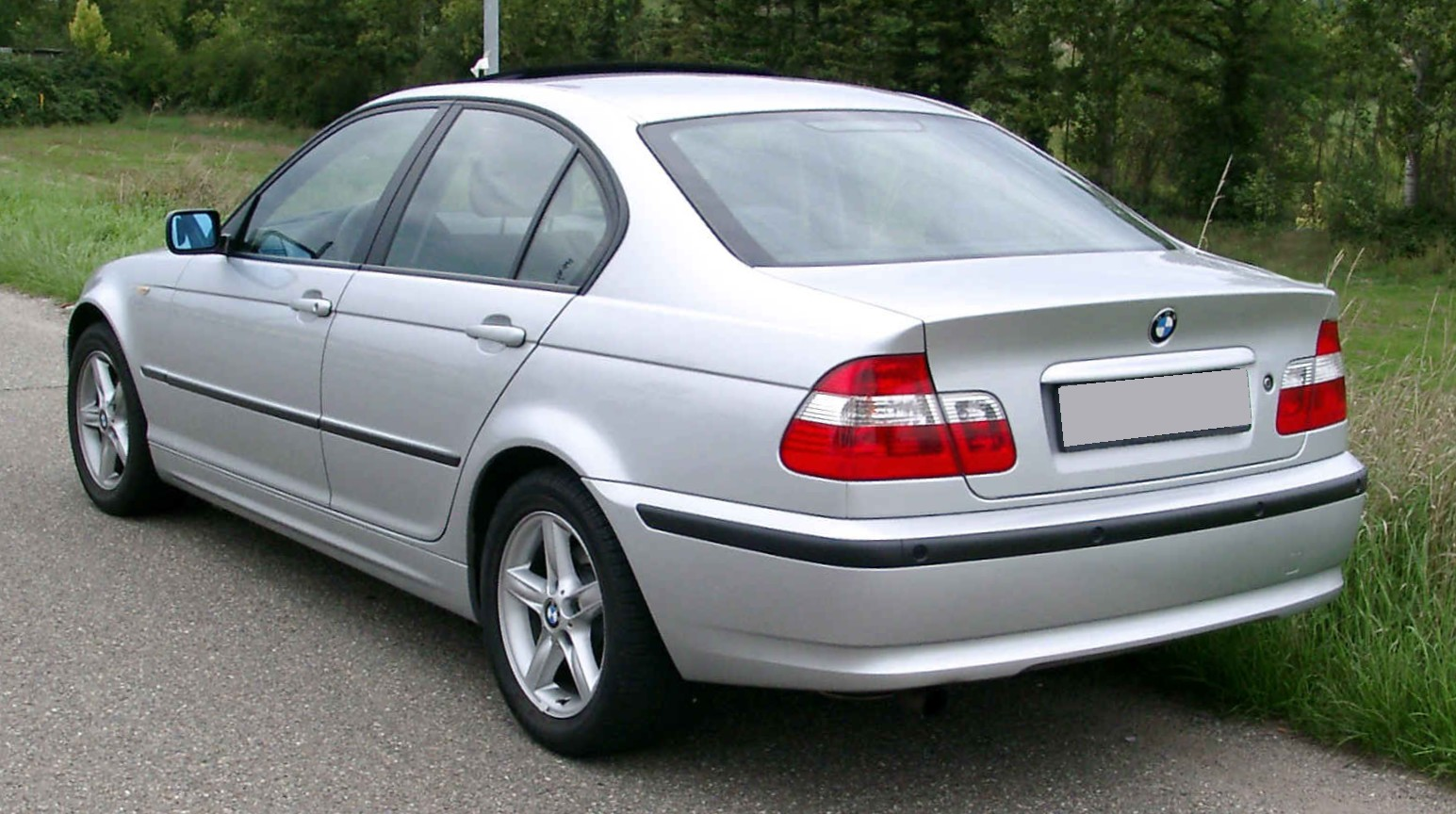
Vue arrière
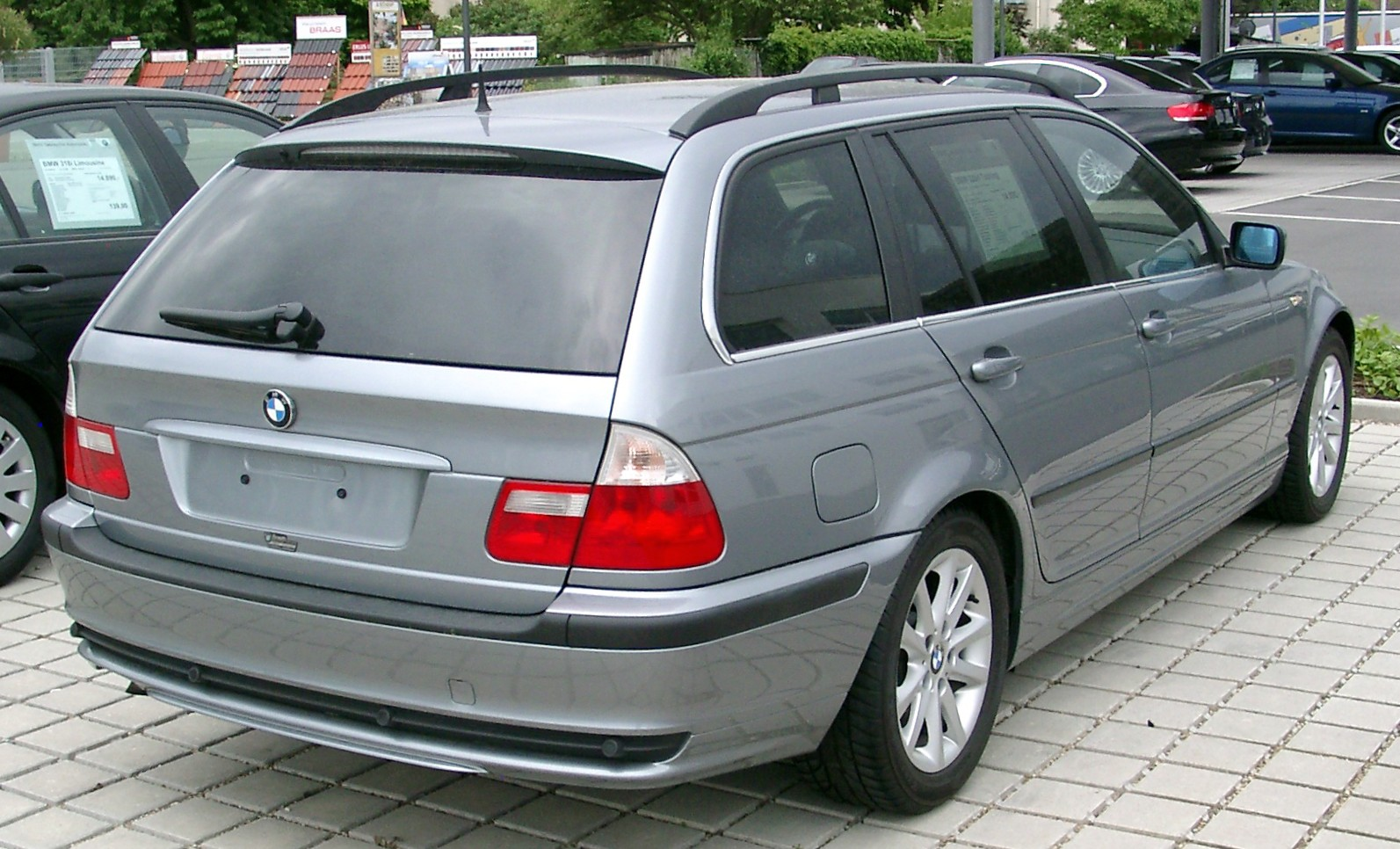
BMW Série 3 Touring (2001–2005)
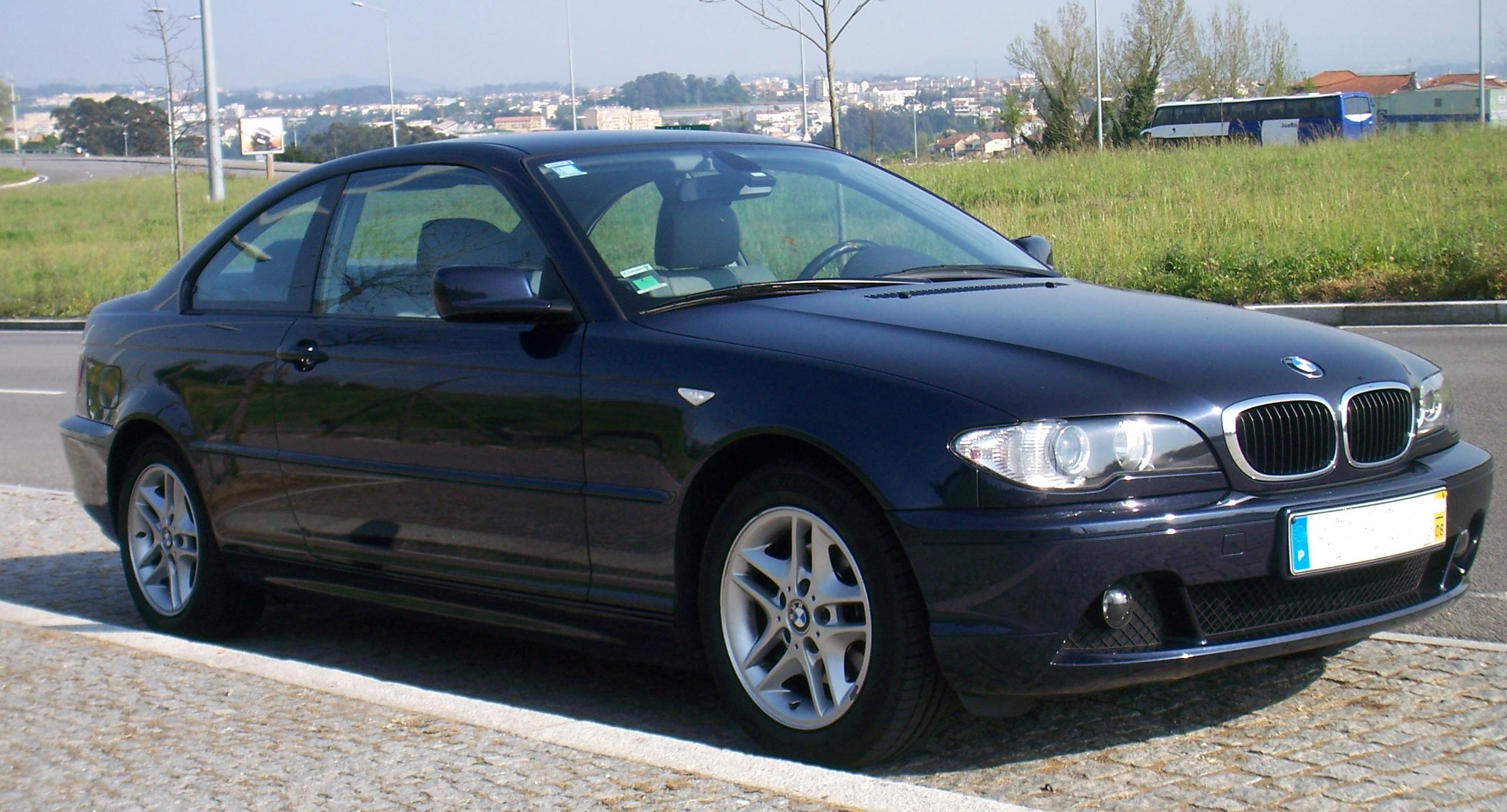
BMW Série 3 coupé (2003–2006)
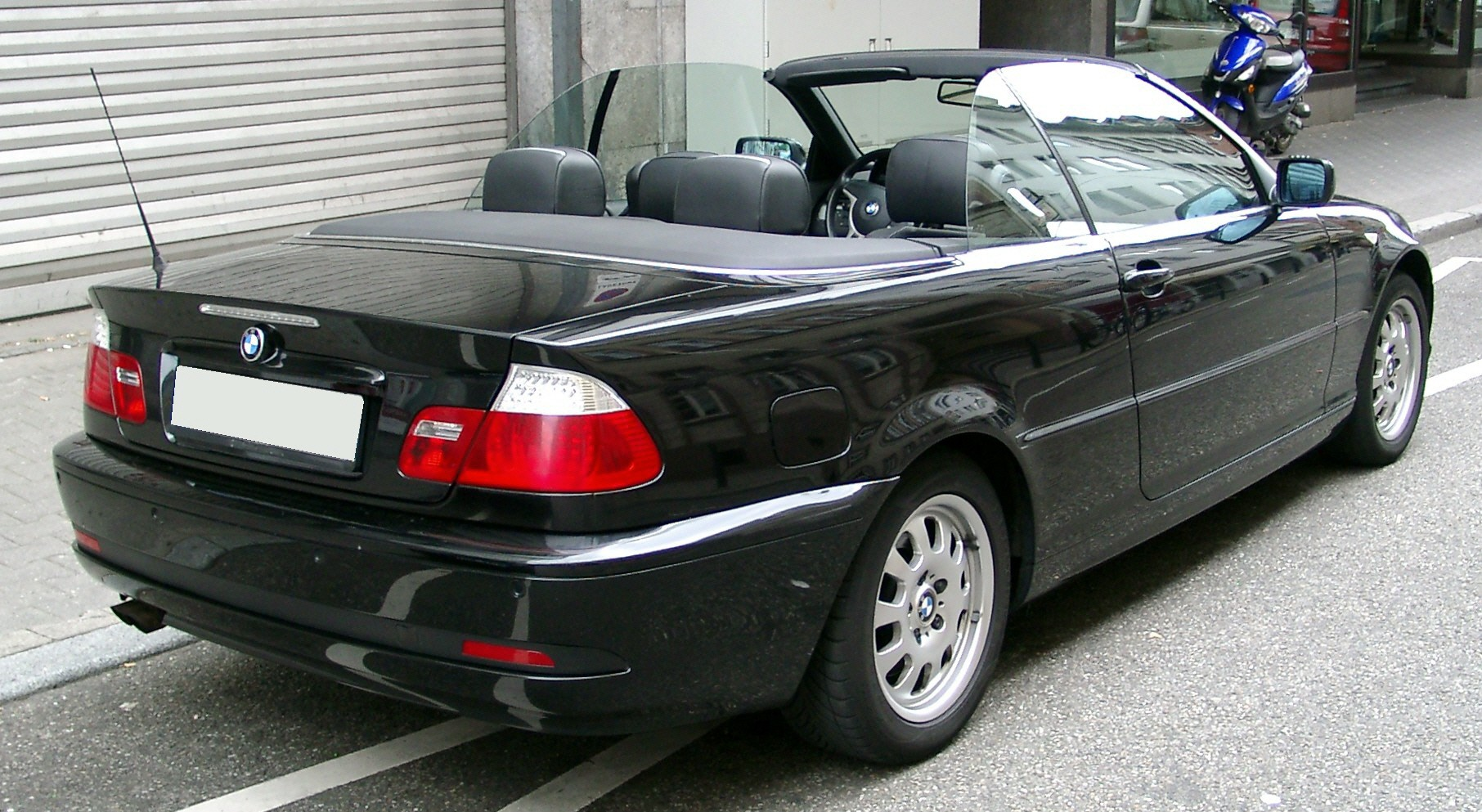
BMW Série 3 cabriolet (2003–2007)
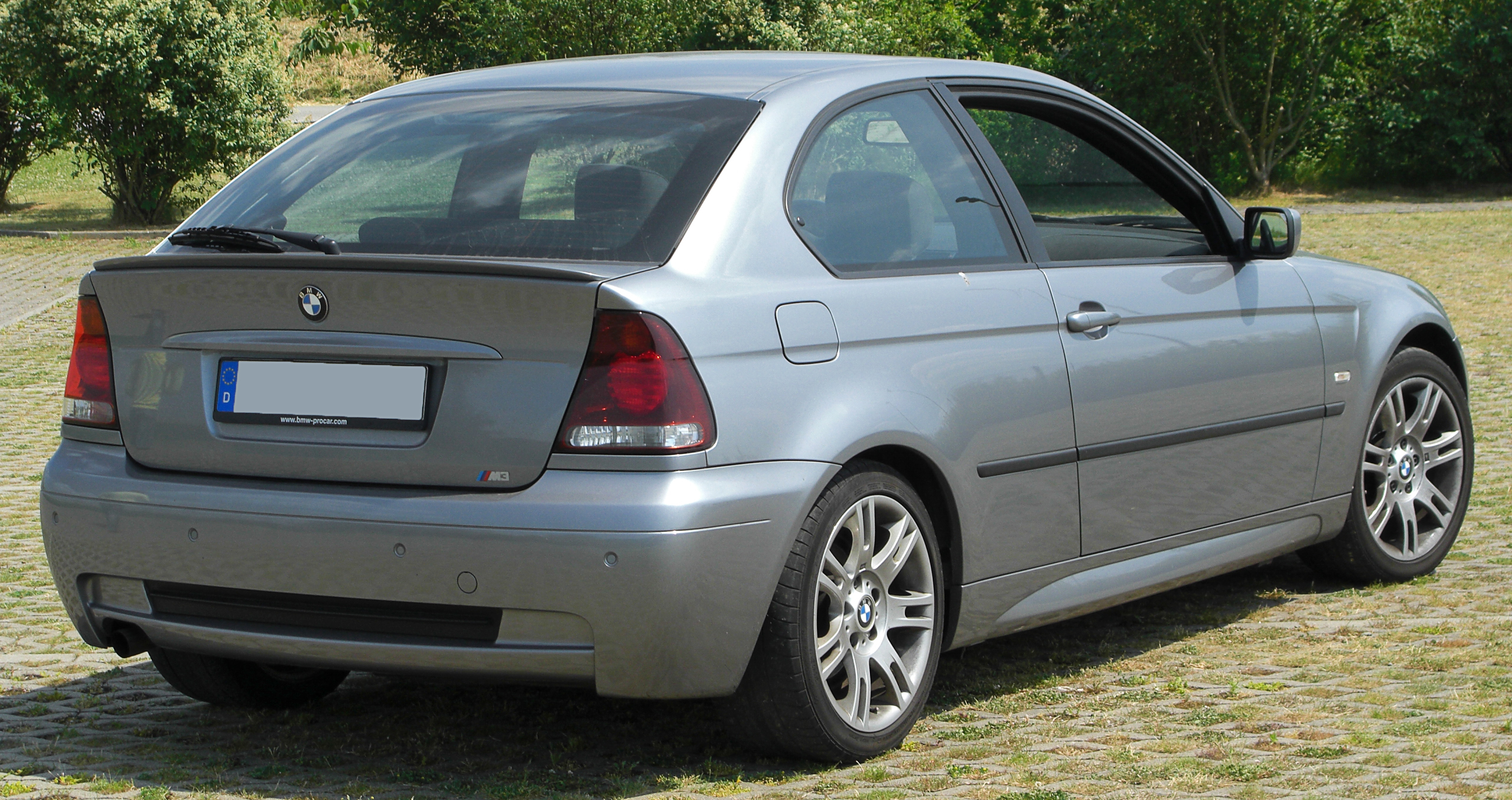
BMW Série 3 Compact (2003–2004)

En plus des versions mentionnées, il y avait la voiture de sport M3 aux performances améliorées provenant de chez BMW M GmbH à Munich. Dans les E46 coupé et cabriolet, la M3 tire 252 kW (343 ch) d'un moteur six cylindres en ligne à injection individuelle des gaz. La version allégée et limitée M3 CSL dispose de 265 kW (360 ch).
Le tuner de BMW, Alpina, a quant à lui opté pour une sportivité plus axée sur le confort avec ses versions de l’E46, les Alpina B3 et B3S (cylindrée 3,3 l/3,4 l, 206 kW/224 kW). Le moteur est basé sur celui de la version américaine de la M3 E36 (S50USB30 et S52USB32 = bloc moteur en fonte, culasse en aluminium avec deux arbres à cames en tête et VANOS) qui a été modifié avec, entre autres, un mécanisme à manivelle d’Alpina et d’autres pistons. Ces modèles étaient également disponibles en berline, Touring, cabriolet et traction intégrale et ne sont pas limités à 250 km/h, mais atteignent une vitesse de pointe d'environ 270 km/h.

## Variantes de l’intérieur

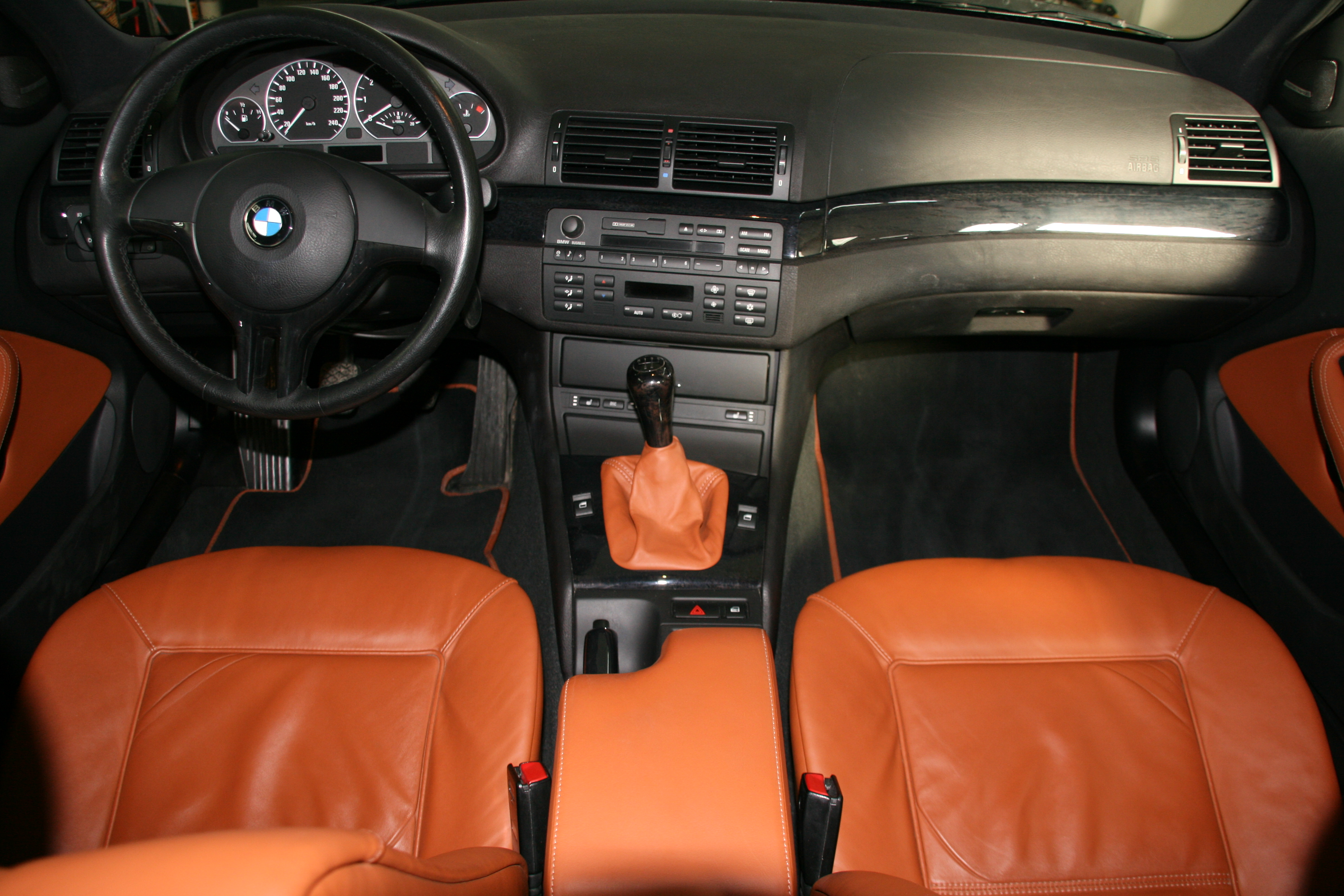
Tableau de bord avec radio "Business" et cuir "Zimt" avec siège standard de l'édition spéciale "Lifestyle".
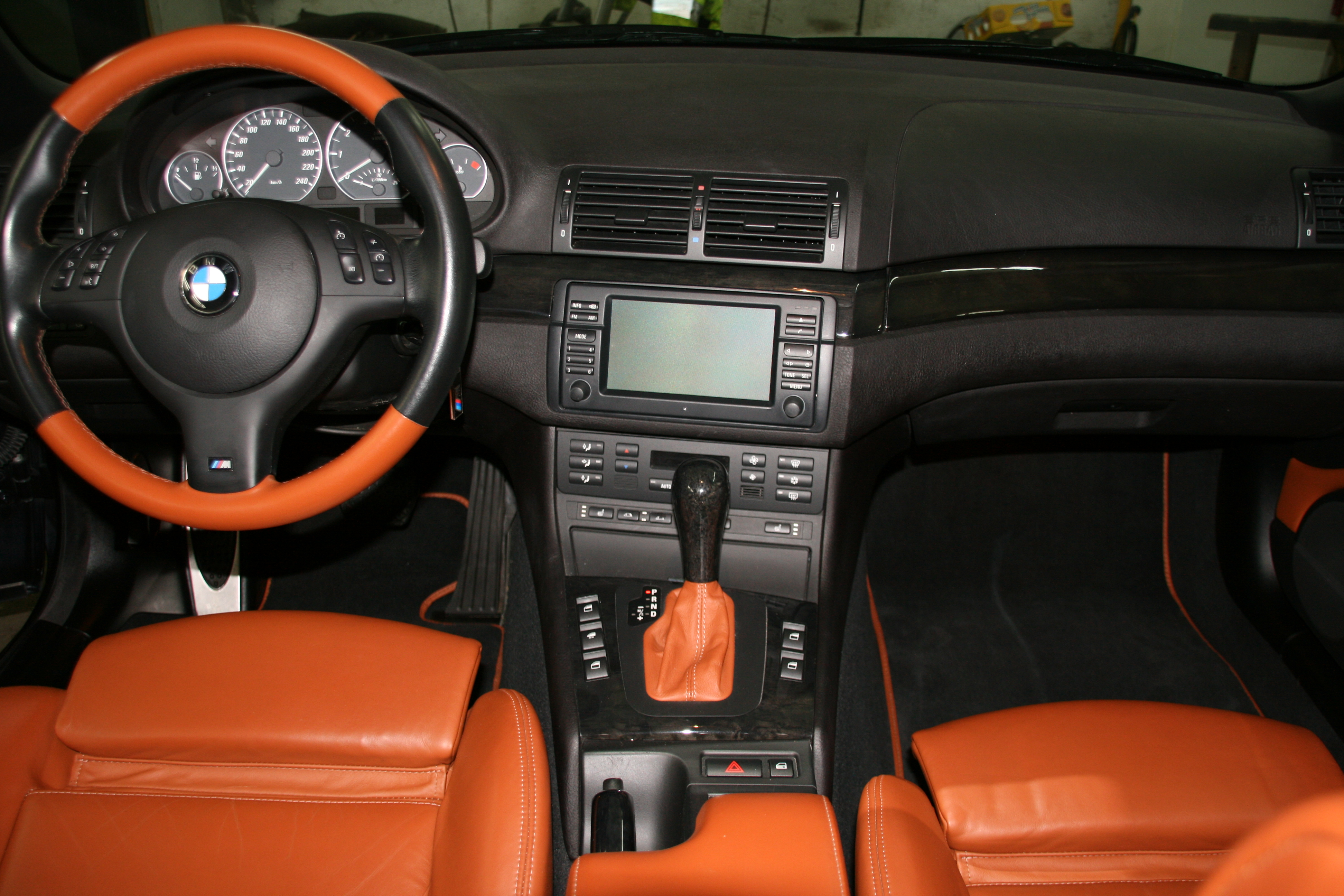
Tableau de bord avec système de navigation Professional 16:9 et cuir "Zimt" avec siège sport de l'édition spéciale "Sport".

## Vulnérabilités
Comme tout véhicule, la BMW E46 présente certains défauts de conception, dont la plupart ont été progressivement améliorés et corrigés par BMW au fil des ans. Ces vulnérabilités sont entre autres :
- Dans certains véhicules d'occasion, le différentiel fuit ou est usé et il a alors tendance à hurler lorsqu'il dépasse une certaine vitesse.
- Les moteurs diesel de l'E46 sont fondamentalement très stables, mais ils ont parfois des problèmes au niveau du turbocompresseur et des pompes d'injection à rampe commune (330d).
- La 320d se démarque avec ses capteurs de masse d'air fréquemment défectueux.
- Sur les mauvaises routes, le châssis présente une usure importante sur les roulements de jambe de force, les rotules, les roulements à triangle et la suspension de l'essieu arrière. Il existe des composants plus stables dans le commerce des pièces de rechange.
- L'électronique "gratte" occasionnellement dans la zone de l'antidémarrage, et les systèmes de navigation et les téléphones provoquent également souvent des dysfonctionnements.
- Surtout lors de grand voyage, des gouttes de condensation peuvent se former au-dessus de l'ordinateur de navigation dans le coffre, ce qui peut endommager l'électronique de l'ordinateur.
- Selon le style de conduite, le système de freinage présente parfois un niveau d'usure élevé[2].

Comme déjà mentionné ci-dessus dans la section "Lifting", des fissures se formaient sur la fixation de l'essieu arrière à la carrosserie, ce qui nécessitait une réparation très complexe et coûteuse. A titre préventif et comme alternative aux réparations complètes, même si la formation de fissures n'était pas très avancée, BMW proposa un temps un collage ciblé de la tôle à risque de fissuration avec une résine spéciale. Ce problème se produisait principalement dès les premières années de production sur les véhicules équipés d'un moteur six cylindres et il a été résolu par BMW en septembre 2001 lors du lifting.
Selon Auto Bild, de nombreux clients se plaignent également d'un volant qui tremble lors du freinage et sur des routes inégales. Apparemment, ni une direction défectueuse ni le système de freinage ne sont à blâmer pour cela, mais plutôt le montage souple des triangles avant et la translation trop directe de la direction.
Lors des inspections principales, les ingénieurs du centre d'essai Dekra identifient des défaillances fréquentes du frein de stationnement dans les véhicules E46 de quatre à cinq ans. La raison en est que les câbles s'allongent puis s'affaiblissent. Des problèmes de suspension des roues sont également signalés plus souvent que la moyenne. Dekra a écrit ce qui suit en résumé sur la BMW E46 :

« Acheter une BMW Série 3 d'occasion n'est pas bon marché. Mais l'acheter en tant que voiture d'occasion peut vous faire profiter des avantages typiques de BMW : l'équipement est riche, la qualité des extras tels que la sellerie cuir, le système audio et l'étanchéité du toit ouvrant en verre restent sans reproche même après des années et l'électronique s'avère toujours fiable. Ni les services de dépannage ni les yeux critiques des ingénieurs de Dekra ne l'ont remarquée comme sujette à l'échec. »

Selon Auto Zeitung, l'essieu avant des modèles à moteurs quatre cylindres tremblait souvent légèrement au freinage. Cependant, BMW a pu remédier à ce problème en modifiant la conception des bras de commande des roues et des rotules.
Des problèmes liés à la sécurité ont été constatés sur la pédale de frein de la BMW E46. En 1999, par exemple, le mécanisme de la pédale est tombé en panne dans une voiture d'essai conduite par Auto Zeitung. En raison d'une pince à ressort manquante, un boulon a glissé hors de son guide et a ainsi laissé la pédale de frein se décrocher. Comme il ne s'agissait pas d'un cas isolé, BMW a réagi par une campagne de rappel et a amélioré tous les véhicules concernés.
L'effet de freinage lui-même est considéré comme bon pour la Série 3. Cependant, les acheteurs de voitures d'occasion se voient souvent recommander des tests de freinage pour détecter, en fonction des bruits de frottement du système de freinage, des disques de frein déformés. Ces disques, devenus pour la plupart inutilisables à cause d'une surchauffe, doivent alors être remplacés.
Tous les moteurs de l’E46 s'avèrent robustes et durables. Il y a eu quelques problèmes avec la 320d livrée au cours des deux premières années de production en raison du fort couple de démarrage. Le couple élevé submergeait l'embrayage, le faisait trembler lorsqu'il était engagé et donc il s'usait rapidement.
Dans le cas des moteurs essence, l'ADAC enregistre souvent des pannes dues à des refroidisseurs défectueux, qui sont généralement endommagés par des éclats de pierre et qui peuvent donc fuir. Un niveau de liquide de refroidissement trop bas peut également entraîner des pannes dues à des joints de culasse soufflés. Tous les problèmes de démarrage causés par des bougies d'allumage humides ont été corrigés à partir de l'année modèle 1999 en installant une nouvelle génération de bougies d'allumage.
Un expert de TÜV SÜD résume les points faibles de la BMW E46 comme suit :

« Les faiblesses du châssis conduisent également à une performance de l’E46 inférieure à la moyenne dans nos statistiques. C'est dommage, car la Série 3 est en tête dans la plupart des autres domaines. La seule exception à cela est le frein à main, qui manque parfois d'effet, mais qui surtout, tire souvent de manière inégale. Grand éloge, en revanche, pour les phares, qui donnent beaucoup moins de raisons de se plaindre que ceux de la prédécesseure. »

De plus, les modèles E46 présentent deux points faibles, en particulier dans les moteurs diesel. Le premier point faible est les volets tourbillonnants dans le collecteur d'admission; ceux-ci peuvent se détacher puis tomber dans la chambre de combustion, où ils détruisent complètement le moteur; cela arrive parfois après un kilométrage de 80 000 km. Après l'expiration de la garantie à 100 000 km, le propriétaire du véhicule doit faire face à des frais de réparation compris entre 3 500 € et 4 000 €. Pour éviter d'endommager le moteur, de plus en plus de propriétaires arrêtent ou retirent les volets tourbillonnants. Les ouvertures qui en résultent sont scellées avec des bouchons dits à volet tourbillonnant. Ceux-ci sont principalement en aluminium ou en plastique à renfort de verre.
L'autre point faible est la transmission automatique sur les modèles à moteurs diesel. La 330d a un couple de 410 Nm, mais la transmission automatique ne peut supporter qu'un maximum de 390 Nm. Cela entraîne souvent des dommages à la boîte de vitesses entre 100 000 km et 150 000 km. La garantie BMW ne s'applique plus ici non plus.
Ces dernières années, il y a eu de plus en plus de rapports dans divers forums BMW sur des problèmes avec le système de verrouillage central, en particulier sur les modèles les plus anciens. La cause était principalement des relais usés sur le circuit imprimé du module de base du verrouillage central. Cependant, ceux-ci peuvent également être remplacés individuellement, de sorte que dans la plupart des cas, il n'est pas nécessaire de remplacer le module de base. Entre-temps, certaines petites entreprises se sont spécialisées dans le remplacement des relais et proposent cela en tant que service externe.
La plupart des vulnérabilités ci-dessus ont été corrigées au fil du temps. Les modèles des dernières années de construction (lifting) sont particulièrement prisés sur le marché de l'occasion. Par conséquent, ces derniers conservent une très bonne valeur, surtout dans la variante coupé et lorsqu'ils sont propulsés par un moteur 6 cylindres.